# Димитър Дойчинов (футболист, р.1974)
Вижте пояснителната страница за други личности с името Димитър Дойчинов.
Димитър Дойчинов е български футболист, офанзивен полузащитник. Роден е на 23 май 1974 г. в София. Играл е за Кремиковци, Искър, Хебър, Беласица и Черноморец (Несебър). В А група има 10 мача и 2 гола. Има 2 мача за младежкия национален отбор.

## Статистика по сезони
- Кремиковци – 1993/94 – В група, 7 мача/1 гол
- Кремиковци – 1994/95 – В група, 19/4
- Кремиковци – 1995/96 – В група, 25/8
- Кремиковци – 1996/97 – В група, 29/12
- Кремиковци – 1997/98 – Б група, 21/2
- Кремиковци – 1998/99 – Б група, 24/3
- Искър – 1999/пр. - В група, 5/1
- Искър – 1999/00 – Б група, 28/3
- Хебър – 2000/ес. - А група, 6/2
- Хебър – 2001/02 – А ОФГ, 23/9
- Хебър – 2002/03 – В група, 16/2
- Беласица – 2003/ес. - А група, 4/0
- Хебър – 2004/ес. - В група, 1/0
- Черноморец (Нес) – 2005/06 – А ОФГ, 19/5
- Черноморец (Нес) – 2006/07 – А ОФГ